# Józef Światło
Pplk. Józef Światło (vl. jm. Izak Fleischfarb, 1. ledna 1915, Medyn u Zbaraże, Rusko – 2. září 1994, USA) byl na přelomu 50. a 60. let 20. století zástupcem ředitele 10. správy Bezpečnostního úřadu v tzv. Polské lidové republice. Po svém hojně komentovaném útěku na Západ se nakonoce usadil v USA, kde patrně pracoval pro CIA.

## Život
Światło působil jako vyšetřovatel komunistické tajné policie a podílel se na potlačování polské opozice i ozbrojeného podzemí. Panickou reakci státní moci proto vyvolal jeho útěk do zahraničí 5. prosince 1953 během návštěvy Berlína, kam odjel se svým nadřízeným Anatolem Fejginem. Pro mocenské struktury bylo nepříjemné, když 28. září 1954 začalo Rádio Svobodná Evropa na pokračování vysílat jeho vzpomínky, později publikované i knižně. Zařazení pravidelného desetiminutového pořadu do programové skladby prosadil Jan Nowak-Jeziorański, ačkoli Światłova osoba vzbuzovala mezi některými redaktory odpor. Ve svých vzpomínkách odkrývá zákulisí práce bezpečnostních orgánů. Światłův útěk byl hodnocen jako nejvýznamnější „defekce“ pracovníka komunistických tajných služeb v dosavadních dějinách studené války. Není zřejmé, zda svůj útěk dlouhodobě připravoval, jak tvrdila komunistická propaganda, která jej obvinila, že byl od roku 1948 západním agentem, anebo zda jednal impulzivně. Nejsou dosud spolehlivě prozkoumány ani jeho další osudy. Uvádělo se, že pracoval pro CIA a že zemřel v r. 1985. Později byl jako rok jeho úmrtí uveden rok 1994. Światłův případ hraje důležitou roli v konspirační teorii anglického novináře Stevena Stewarta, podle níž CIA vyprovokoval politické procesy v době stalinismu. Existuje ale i názor, že utekl na pokyn NKVD, aby svými informacemi urychlil proces destalinizace ve Varšavě. Jiná verze tvrdí, že motivem k jeho útěku na Západ byl rostoucí antisemitismus v sovětském bloku.